# Androgyni
Androgyni (fra latin androgynus, "mandkvinde") er kombinationen af maskuline og feminine karakteristika i en flertydig form. Androgyni kan udtrykkes i forhold til biologisk køn, kønsidentitet, kønsudtryk eller seksuel identitet.
Når "androgyni" henviser til blandede biologiske kønskarakteristika hos mennesker, anvendes det ofte om personer der er interkønnede. Som kønsidentitet kan androgyne personer henvise til sig selv som ikke-binære, genderqueer eller kønsneutrale. Androgyne kønsudtryk er steget og faldet i popularitet i forskellige kulturer op gennem historien.